# Джунічі Ковака
Джуні́чі Кова́ка (яп. 小若順一; 2 лютого 1950, Окаяма, префектура Окаяма) — японський екологічний активіст, журналіст, редактор, критик. Керівник Фонду безпеки харчування та життя. Головний редактор щомісячного журналу «Безпека харчування та життя».

## Кар'єра і наукові досягнення
Народився в місті Окаяма, Префектура Окаяма. Закінчив середню школу Окаяма Асахі префектури Окаяма (1967), технологічний інститут Шибаура (1969), факультети адміністративного менеджменту (1972) і управління продажами (1973) університету Санно. З 1973 — член секретаріату Федерації споживачів Японії.
- 1973 — працював над вигнанням генотоксичного синтетичного фунгіциду AF2.
- 1982 — звільнився з Федерації споживачів Японії.
- 1984 — заснував громадську групу Japan Descendants Fund і став її генеральним секретарем.
- З 1988 по 1996 рік досліджував закордонні ферми та вперше у світі з'ясував фактичне використання пестицидів після збору врожаю для пшениці, сої, кукурудзи, лимонів, апельсинів, ананасів, вишні, картоплі тощо.
- 1997 — довів, що жуки гинуть після того, як з'їдять генетично модифіковане листя картоплі.
- 1997 — показав, що екологічні гормони були виявлені в дитячих продуктах, таких як дитячі пляшечки.
- 1999 — направив співробітників як спостерігачів до Комісії ООН з міжнародних харчових стандартів і брав участь у створенні стандартів для органічного землеробства.
- 1999 — виявив ендокринні руйнівники в контейнерах для локшини.
- 2001 — уточнив кількість антибіотиків, що використовуються для худоби та риби, вирощеної на фермах і ризик резистентних бактерій.
- 2002 — призначений директором-представником Фонду майбутніх поколінь Японії.
- 2004 — назву Japan Descendants Fund було змінено на Food and Life Safety Fund.
- 2006 — заснував Shokuhin до Kurashino Anzen Co., Ltd., представницький директор.
- 2008 — на NHK TV зазначив, що китайські отруєні пельмені, швидше за все, є харчовим тероризмом.
- 2008 — почав працювати над сучасним «новим типом недоїдання» через брак мінеральних речовин.
- 2012 — розпочав дослідження й допомогу Україні, щоб дізнатися про наслідки аварії на ЧАЕС.
- 2013 — виявив, що 1,1 бекереля/кг є найменшою дозою, яка викликає головний біль.
- 2015 — розпочав проєкт із лікування українських дітей від радіаційних уражень.
- 2018 — розпочав кампанію із заборони неонікотиноїдних пестицидів.
- 2019 — призначений віцепрезидентом Міжнародної федерації «Чорнобиль — Фукусіма».

## Список нагород
- Нагорода Токійської асоціації адвокатів за права людини в рамках Фонду майбутніх поколінь Японії (2004)
- Медаль «Доброчинність і гуманітарність» від Союзу Чорнобиль України (2017)
- «Медаль до 30-річчя ліквідації аварії на ЧАЕС» від Міжнародної федерації Чорнобиля (2018)
- Спеціальна відзнака Національної спілки журналістів України (2019)
- Переможець у номінації «Медіа і доброчинність» Національного конкурсу «Благодійна Україна — 2022» (2023)[1]

## Основні публікації
- «Будьте обережні з харчовими добавками» (Гакуйо Шобо, листопад 1986)
- «Будьте обережні з імпортними продуктами» (Гакуйо Шобо, березень 1988)
- «Запитання та відповіді щодо імпортної їжі» (Radio Gijutsusha, грудень 1989)
- «Забруднення пестицидами після збору врожаю» (House Hikari Association, червень 1990)
- «Пастки лібералізації рису» (Mainichi Shimbun, грудень 1991) (співавтор)
- «Біла книга з безпеки життя» (Gakuyo Shobo, січень 1992) (редактор)
- «Пестициди харчових добавок» (Гакуйо Шобо, листопад 1993)
- «Імпортований рис небезпечний» (Eight-sha, березень 1994) (співавтор)
- «Книга, щоб зрозуміти пестициди, заховані у вашому домі» (Gakuyo Shobo, листопад 1995) (редактор)
- «Книга для здорового дому» (травень 1997) (редактор)
- «Як уникнути генетично модифікованих продуктів» (лютий 2000) (редактор)
- «Книга, щоб народити та виростити здорову дитину» (Japan Times, грудень 2001) (під керівництвом японського видання)
- «Не їжте, це небезпечно!» (Коданша, жовтень 2002) (редактор)
- «Я хочу їсти, це безпечно!» (Коданша, квітень 2003) (редактор)
- «Стійкі бактерії, що поширюються з їжі» (Сангокан, жовтень 2003) (співавтор)
- «Нове Не їж, це небезпечно!» (Kodansha, вересень 2005) ISBN-978-4062128421
- «Не використовуйте, це небезпечно!» (Kodansha, вересень 2005) ISBN-978-4062128438
- «Радіоактивність знищує столичну територію» (Сангокан, квітень 2006) (Планування та композиція) ISBN 978-4883203505
- «Переробка — це марна трата ресурсів» (Коданша, червень 2007)ISBN-978-4062140812
- «Гарна економія!» (Sangokan, вересень 2007) ISBN-978-4883203932
- «Посібник із захисту життя» (Коданша, вересень 2008) ISBN 978-4062135375
- «Не їжте, це небезпечно!» (Sangokan, лютий 2010) (співавтор) ISBN 978-4883204915
- «Новий тип недоїдання, спричинений прийомом їжі» (Сангокан, грудень 2010) (співавтор) ISBN 978-4883205219
- «Мудрість запобігання радіоактивності» (Сангокан, червень 2011) (співавтор) ISBN 978-4883205325
- «Life Defense Handbook» (Food Edition) (Kodansha, лютий 2012) ISBN-978-4062814621
- «Останнє, не їж, небезпечно!» (Gentosha, січень 2013) ISBN 978-4344023222
- Корейська версія «Забруднення пестицидами після збору врожаю»
- Корейська версія Білої книги з безпеки життя
- Корейська версія «Як уникати продуктів, отриманих за допомогою генної інженерії»
- Корейська версія «Не їж, небезпечно!»
- Тайванська версія «Не їж, небезпечно!»
- Корейська версія «Не використовуйте, це небезпечно!»

## Фільми
- «Забруднення пестицидами після збору врожаю» (жовтень 1990)
- «Імпортний рис небезпечний» (квітень 1992)
- «Забруднення пестицидами після збору врожаю 2» (квітень 1995)
- «Тривожна генно-інженерна їжа» (жовтень 1997)
- «Ваше життя в небезпеці! Зараження резистентними бактеріями» (січень 2005)
- Англійська та корейська версії «Забруднення пестицидами після збору врожаю»
- Англійська та корейська версії «Забруднення пестицидами після збору врожаю 2»
- Корейська версія «Імпортний рис небезпечний»
- Корейська версія «Тривожна генно-інженерна їжа»

## Медійні проєкти
Постійний гість провідних телеканалів Японії та Південної Кореї. Окрім цього, часто виступає у різноманітних радіопрограмах та місцевих телепрограмах, пов'язаних із «Японським проєктом» щодо зменшення радіоактивного забруднення харчових продуктів в Україні.

### Доповіді на конференціях
- 29 січня 2013 — 46-та щорічна зустріч Японського товариства біології стерильних організмів. «Вплив опромінення низькими дозами радіації на „нерегенеративні“ тканини, які викликають „біль“ при дієті 10 Бк/кг» — Звіт про опитування в Україні — 25-хвилинна лекція про такі симптоми, як головний біль у дітей в Україні.
- 12 червня 2013 — 8-а Азіатсько-Тихоокеанська конференція товариства клінічного харчування. «Український звіт ― Проблеми зі здоров'ям, пов'язані з харчовими продуктами, забрудненими низькою радіацією». 25-хвилинна лекція про результати зусиль щодо лікування неврологічних розладів, шкірних захворювань та головного болю в Україні.
- 30 липня 2017 — 8-е щорічне засідання Японського товариства мікроелементів. Обідній семінар «Мікроелементи, які спричиняють проблеми зі здоров'ям через дефіцит — фактичні вимірювання».
- 21 жовтня 2017 — 21-а щорічна зустріч Японського товариства розладів харчової поведінки. 30-хвилинна лекція «Розлади харчової поведінки, пов'язані з дефіцитом мінералів — споживання добавок покращує ситуацію». Представлені фактичні вимірювання вмісту мінералів у харчових продуктах та моніторингові опитування щодо дефіциту мінералів.
- 1 липня 2018 — 41-а Японська дослідницька група з оцінки харчування. 30-хвилинна навчальна лекція «Комерційно доступні харчові продукти з дефіцитом мінералів, які викликають різні захворювання».

## Джунічі Ковака і Україна
До 2019-го Джунічі Ковака разом з активістами фонду щороку відвідував Україну, зокрема ті області, що зазнали найбільшого радіаційного удару внаслідок Чорнобильської катастрофи (1986). У співпраці з громадськими об'єднаннями «чорнобильців», освітян, журналістів та у взаємодії з київськими вченими й фахівцями організував і провів у столиці України низку конференцій, семінарів, зустрічей, лекцій та інших заходів, мета яких — інформувати широкий загал про способи виробництва безпечних харчових продуктів, профілактику деяких захворювань у дітей і дорослих, захист людського організму й довкілля від згубного впливу радіації.
Після початку повномасштабного російського вторгнення в Україну (з лютого 2022 року) Джунічі Ковака регулярно надсилав партнерським організаціям освітян і журналістів поштові посилки з гуманітарною допомогою. На його запрошення влітку 2022 року президентка ВБФ «Журналістська ініціатива» Людмила Мех і віцепрезидент фонду Сергій Шевченко (керівник делегації) у межах ініційованої іноземними партнерами інформаційної місії зустрічалися в Японії з громадськістю, державними діячами, політиками, пресою в містах Токіо, Фукуока, Хіросіма, Нагасакі, Кумамото, брали участь у залученні благодійних пожертв для допомоги в час війни постраждалим медійникам і Національній спілці журналістів України. На публічних заходах, організованих корпорацією «Green coop», учасники делегації виступали з лекціями про потребу всебічної підтримки народу України в його боротьбі проти агресора. За підсумками поїздки доброчинці матеріально підтримали в Україні багатьох журналістів і редакції ЗМІ, що опинилися в біді.